# Псеудозаосталост
Псеудозаосталост је привидна, лажна ментална заосталост. Односи се на особе које на тестовима интелигенције имају просечну интелигенцију, али се у пракси то не може уочити. Њихова тобожња заосталост резултат је превасходно културних и социјалних фактора (непознавање језика, социјална депривација, недостатак дисциплине, мотивације итд.).